# L'Agenda Icare
L'Agenda Icare (The Icarus Agenda) est un roman d'espionnage de Robert Ludlum, publié en 1988 aux États-Unis.
Le roman est traduit et paraît en 1989 en France.

## Résumé
Evan Kendrick, jeune et obscur membre du Congrès, propose son aide au département d'État pour résoudre une prise d'otage à l'ambassade américaine de Mascate, dans le sultanat d'Oman. Icare, son nom de code, ne demande qu'une chose : conserver l'anonymat complet.
Or un an plus tard, un groupe invisible révèle les exploits de Kendrick au monde entier, mettant sa vie et celle de son réseau en jeu.